# 蒋拯
蒋拯（1865年—1931年8月16日）字印秋，福建闽县（今长乐屿头村）人。清朝及中华民国海军将领。

## 生平
蒋拯早年入天津水师学堂第二届驾驶班学习。清朝光绪十三年（1887年）毕业后，进入海军工作，后升任烟台海军学校校长。民国元年（1912年）12月，获授海军上校。民国二年（1913年）5月，调补海军部军衡司司长。同年7月10日，随海军总长刘冠雄出北京巡阅，以行营参议出任马江临时警务戒严司令官。民国六年（1917年）8月，出任驻沪特派员。旋任海军练习舰队司令。民国八年（1919年）7月，代理第一舰队司令。民国十年（1921年）8月，署理海军总司令，并兼领第一舰队司令，因收复闽南有功，晋授勋四位。同年9月21日，任海军总司令。民国十一年（1922年）6月，改授将军府咸威将军。同年晋授海军上将衔。
1931年8月16日，蒋拯病逝，享年66岁。福建省社会各界在福州为其举办追悼会。其灵柩葬于福州北岭五凤山，后来迁至福州西门梅亭山。2006年，蒋拯的后裔将其墓迁回家乡屿头村。